# 名古屋第二環狀自動車道
名古屋第二環狀自動車道（日语：／ Nagoya Daini Kanjō jidōshadō */?）是一條由中日本高速公路所管理，環繞名古屋市外緣的高速公路（高速自動車國道），部分路段為名古屋環状2號線的專用部。略稱為名二環（名二環／めいにかん）。另外，第一環狀自動車道為名古屋高速都心環状線。　
本道路在高速公路編號中被編為 C2 ，冠上C不僅代表環狀高速公路，且同時具有與名古屋高速都心環狀線整合的意義 。

## 概要

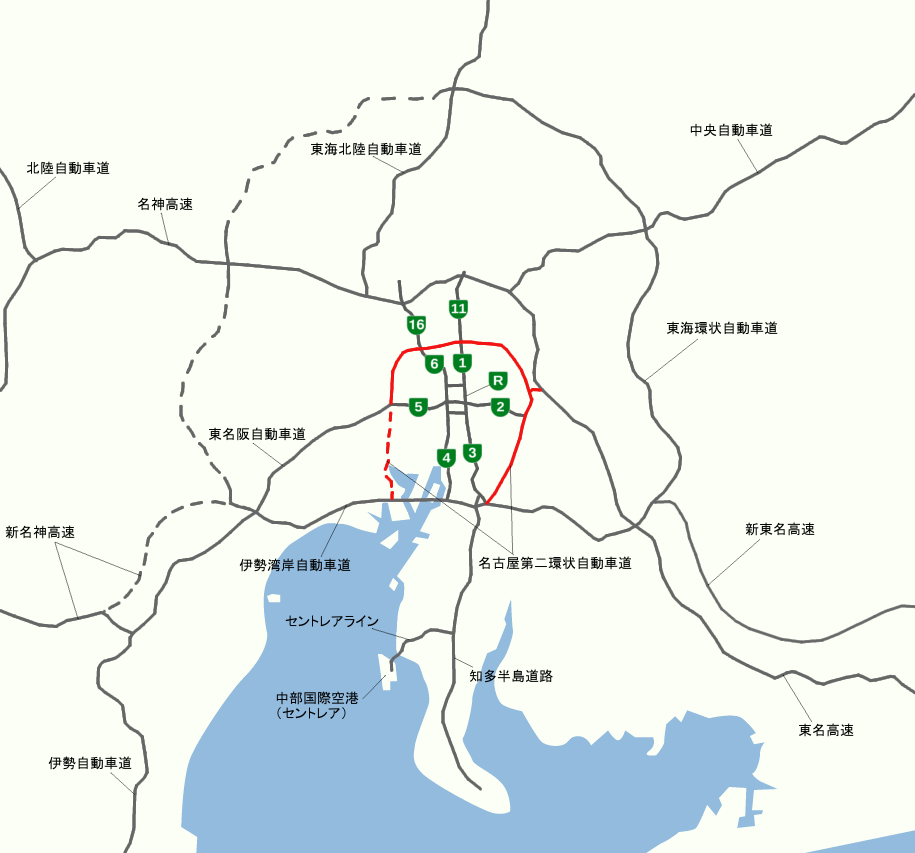
名二環與其他附近公路（紅線為名二環，虛線為未啟用區間）

此公路的名字是在名古屋南JCT至高針JCT開通後才出現，而當時公路所屬路段除了名古屋南JCT至高針JCT外，也包括已開通的名古屋IC/高針JCT至名古屋西JCT，而這段區間之前稱為東名阪自動車道（均一區間）。如果在名古屋南JCT至高針JCT開通後，全段繼續名為東名阪自動車道，就會令駕駛者混淆，這是由於東名阪自動車道已經在四日市JCT連接伊勢灣岸自動車道，新的名古屋南JCT也連接伊勢灣岸自動車道，因此在2011年3月20日，名古屋南JCT至高針JCT開通後，就把名古屋南JCT至名古屋西JCT編入名古屋第二環狀自動車道路段。在整段公路中，最高速度的路段只限於60km/h。

### 路線資訊

#### 法定路線名
國土開發幹線自動車道建設法中，此公路名為
- 近畿自動車道名古屋大阪線

高速自動車國道法中，此公路名為
- 近畿自動車道名古屋龜山線 [5]
  - 名古屋環狀2號線専用部（名古屋第二環狀自動車道）（名古屋南系統交流道 - 上社系統交流道 - 名古屋西系統交流道）
  - 東名高速公路聯絡路 (快速道路)（名古屋交流道 - 上社系統交流道）
- 近畿自動車道伊勢線 [5]
  - 名古屋第二環狀自動車道（南部II、西南部：未通車）

#### 區間
- 起點 : 愛知縣名古屋市綠區大高町字別所山（名古屋南系統交流道）（與伊勢灣岸自動車道、名古屋高速3號大高線連接）[2]
- 終點 : 愛知縣名古屋市中川區島井町（名古屋西系統交流道）（與東名阪自動車道、名古屋高速5號萬場線連接）

#### 設計諸元
- 構造規格 : 第2種第1級[6]
- 設計速度 : 60 km/h[6]
- 車道數 : 4車道[6]

## 交流道
- 全線都位於愛知縣內。
- IC編號欄的背景色為 即路段作為已開通路段存在=。

IC為交流道的簡寫，JCT為系統交流道的簡寫，TB為公路收費站的簡寫。

### 本線
- 所有交流道都與並行的國道302號（日语：国道302号）接續[7]，故接續路線名不列入。接續路線包括以國道302號為媒介的間接接續。
- 交流道編號沿用自東名阪自動車道時代的舊編號為原則，更名後開通的名古屋西JCT以南至飛島北IC為止自名古屋西JCT起繼續編號。
- 備註欄的交流道出入口方向夾在「、」的左側為外環（飛島→名古屋南），右側為內環（名古屋南→飛島）。

| 交流道 編號 | 中文設施名稱 | 日文設施名稱                   | 英文設施名稱                   | 接續路線名稱                                                              | 起點 里程 （公里） | 備註                           | 所在地        | 所在地        | 所在地 |
| ----------- | ------------ | ------------------------------ | ------------------------------ | ------------------------------------------------------------------------- | ------------------ | ------------------------------ | ------------- | ------------- | ------ |
| 5           | 名古屋南JCT  |                                |                                | E1A 伊勢灣岸自動車道 名古屋高速3號大高線                                  | 0.0                | 伊勢灣岸道無法與名古屋南IC直通 | 名古屋市      | 綠區          |        |
| 1           | 有松IC       |                                |                                | 國道1號                                                                   | 2.4                | 名古屋南方向入口、飛島方向出口 | 名古屋市      | 綠區          |        |
| 1           | 有松IC       | 3.5                            | 名古屋南方向出口、飛島方向入口 | 國道1號                                                                   |                    |                                | 名古屋市      | 綠區          |        |
| 2           | 鳴海IC       |                                |                                | 名古屋市道東海橋線（東海通） 愛知縣道56號名古屋岡崎線（東海通、新道）     | 6.5                | 名古屋南方向入口、飛島方向出口 | 名古屋市      | 綠區          |        |
| 2           | 鳴海IC       | 7.6                            | 名古屋南方向出口、飛島方向入口 | 名古屋市道東海橋線（東海通） 愛知縣道56號名古屋岡崎線（東海通、新道）     |                    |                                | 名古屋市      | 綠區          |        |
| 3           | 植田IC       |                                |                                | 國道153號（豐田西繞道）                                                   | 11.0               | 名古屋南方向入口、飛島方向出口 | 名古屋市      | 天白區        |        |
| 3           | 植田IC       | 12.0                           | 名古屋南方面出口・飛島方面入口 | 國道153號（豐田西繞道）                                                   |                    |                                | 名古屋市      | 天白區        |        |
| 4           | 高針JCT      |                                |                                | 名古屋高速2號東山線                                                       | 12.7               |                                | 名古屋市      | 名東區        |        |
| 5           | 上社南IC     |                                |                                | 愛知縣道60號名古屋長久手線（東山通）                                      | 14.9               | 名古屋南方向入口、飛島方向出口 | 名古屋市      | 名東區        |        |
| 5-1         | 上社JCT      |                                |                                | C2 支線（名古屋支線）                                                     | 15.4               |                                | 名古屋市      | 名東區        |        |
| 6           | 上社IC       |                                |                                | 愛知縣道60號名古屋長久手線（東山通）                                      | 15.9               | 名古屋南方向出口、飛島方向入口 | 名古屋市      | 名東區        |        |
| 7           | 引山IC       |                                |                                | 國道363號（出來町通） 愛知縣道215號田籾名古屋線（出來町通）               | 17.1               | 名古屋南方向入口、飛島方向出口 | 名古屋市      | 名東區        |        |
| -           | 名東隧道     |                                | /                              | -                                                                         | -                  | 禁止載有危險品車輛通行         | 名古屋市      | 守山區        |        |
| -           | 守山隧道     |                                |                                | -                                                                         | -                  | 禁止載有危險品車輛通行         | 名古屋市      | 守山區        |        |
| 8           | 大森IC       |                                |                                | 千代田街道（名古屋市道千代田通線）                                        | 19.3               | 名古屋南方向出口、飛島方向入口 | 名古屋市      | 守山區        |        |
| 9           | 小幡IC       |                                |                                | 愛知縣道·岐阜縣道15號名古屋多治見線                                       | 20.2               | 名古屋南方向出口、飛島方向入口 | 名古屋市      | 守山區        |        |
| 10          | 松河戶IC     |                                |                                | 愛知縣道30號關田名古屋線                                                  | 22.5               | 名古屋南方向出口、飛島方向入口 | 春日井市      | 春日井市      |        |
| 11          | 勝川IC       |                                |                                | 國道19號（春日井繞道） 愛知縣道508號內津勝川線 愛知縣道59號名古屋中環狀線 | 23.5               | 名古屋南方向出口、飛島方向入口 | 春日井市      | 春日井市      |        |
| 11          | 勝川IC       | 25.2                           | 名古屋南方向出口、飛島方向入口 | 國道19號（春日井繞道） 愛知縣道508號內津勝川線 愛知縣道59號名古屋中環狀線 |                    |                                | 春日井市      | 春日井市      |        |
| 12          | 楠IC         |                                |                                | 國道41號（機場線、名濃繞道）                                              | 26.9               | 名古屋南方向出口、飛島方向入口 | 名古屋市      | 北區          |        |
| 13          | 楠JCT        |                                |                                | 名古屋高速1號楠線 名古屋高速11號小牧線                                    | 27.8               |                                | 名古屋市      | 北區          |        |
| 14          | 山田東IC     |                                |                                | 國道41號（機場線、名濃繞道）                                              | 28.9               | 只限出口                       | 名古屋市      | 西區          |        |
| 15          | 山田西IC     |                                |                                |                                                                           | 30.2               | 只限入口                       | 名古屋市      | 西區          |        |
| 16          | 平田IC       |                                |                                | 愛知縣道63號名古屋江南線（名草線）                                        | 31.8               | 名古屋南方向出口、飛島方向入口 | 名古屋市      | 西區          |        |
| 17          | 清洲東IC     |                                |                                | 國道22號（名岐繞道）                                                      | 32.4               | 名古屋南方向出口、飛島方向入口 | 名古屋市      | 西區          |        |
| 17          | 清洲東IC     | 清須市                         |                                | 國道22號（名岐繞道）                                                      | 32.4               | 名古屋南方向出口、飛島方向入口 |               |               |        |
| 17-1        | 清洲JCT      |                                |                                | 名古屋高速6號清須線 名古屋高速16號一宮線                                  | 33.0               |                                |               |               |        |
| 17          | 清洲東IC     |                                |                                | 國道22號（名岐繞道）                                                      | 33.8               | 名古屋南方向出口、飛島方向入口 |               |               |        |
| 18          | 清洲西IC     |                                |                                | 愛知縣道128號給父清須線                                                   | 36.0               | 名古屋南方向出口、飛島方向入口 |               |               |        |
| 19          | 甚目寺北IC   |                                |                                | 愛知縣道128號給父清須線                                                   | 37.6               | 名古屋南方向出口、飛島方向入口 | 海部市        | 海部市        |        |
| 20          | 甚目寺南IC   |                                |                                | 愛知縣道79號海部愛西線 愛知縣道124號西條清須線                            | 38.9               | 名古屋南方向出口、飛島方向入口 | 海部市        | 海部市        |        |
| 21          | 大治北IC     |                                |                                | 愛知縣道79號海部愛西線 愛知縣道124號西條清須線                            | 39.9               | 名古屋南方向出口、飛島方向入口 | 海部郡 大治町 | 海部郡 大治町 |        |
| 22          | 大治南IC     |                                |                                | 愛知縣道115號津島七寶名古屋線 愛知縣道40號名古屋蟹江彌富線                | 41.5               | 名古屋南方向出口、飛島方向入口 | 海部郡 大治町 | 海部郡 大治町 |        |
| 23          | 名古屋西JCT  |                                |                                | E23 東名阪自動車道 名古屋高速5號萬場線                                    | 42.3               |                                | 名古屋市      | 中川區        |        |
| 24          | 千音寺南IC   |                                |                                | 愛知縣道115號津島七寶名古屋線 愛知縣道40號名古屋蟹江彌富線                | 43.2               | 名古屋南方向出口、飛島方向入口 | 名古屋市      | 中川區        |        |
| 25          | 富田IC       |                                |                                | 國道1號（かの里交差點）                                                   | 46.0               | 名古屋南方向出口、飛島方向入口 | 名古屋市      | 中川區        |        |
| 25          | 富田IC       | 名古屋南方向出口、飛島方向入口 |                                | 國道1號（かの里交差點）                                                   | 46.0               |                                | 名古屋市      | 中川區        |        |
| 26          | 南陽IC       |                                |                                | 名古屋市道戶田荒子線 （兩茶橋東交差點）                                   | 48.7               | 名古屋南方向出口、飛島方向入口 | 名古屋市      | 港區          |        |
| 26          | 南陽IC       | 名古屋南方向出口、飛島方向入口 |                                | 名古屋市道戶田荒子線 （兩茶橋東交差點）                                   | 48.7               |                                | 名古屋市      | 港區          |        |
| 27          | 飛島北IC     |                                |                                | 國道23號（名四國道）                                                      | 51.9               | 名古屋南方向出口、飛島方向入口 | 海部郡 飛島村 | 海部郡 飛島村 |        |
| 27          | 飛島北IC     | 名古屋南方向出口、飛島方向入口 |                                | 國道23號（名四國道）                                                      | 51.9               |                                | 海部郡 飛島村 | 海部郡 飛島村 |        |
| -           | 飛島TB       |                                |                                | -                                                                         |                    | 公路收費站                     | 海部郡 飛島村 | 海部郡 飛島村 |        |
| 10-1        | 飛島JCT      |                                |                                | E1A 伊勢灣岸自動車道                                                      | 54.3               | 伊勢灣岸道無法與飛島IC直通     | 海部郡 飛島村 | 海部郡 飛島村 |        |

### 支線（名古屋支線）
- 全線位於名古屋市名東區內。
- 名古屋IC雖然是交流道但不與一般道路接續，只與高速公路接續[8]。

| 交流道 編號 | 中文設施名稱 | 日文設施名稱 | 英文設施名稱 | 接續路線名稱                         | 起點 里程 （公里） | 備註                           |
| ----------- | ------------ | ------------ | ------------ | ------------------------------------ | ------------------ | ------------------------------ |
| 21          | 名古屋IC     |              |              | E1 東名高速公路                      | 0.0                | 無法進出一般道路               |
| 5-2         | 本鄉IC       |              |              | 愛知縣道60號名古屋長久手線（東山通） | 0.5                | 本線方向入口、名古屋IC方向出口 |
| 5-1         | 上社JCT      |              |              | C2 本線                              | 1.4                |                                |

## 歷史
- 1982年3月1日：近畿自動車道名古屋關線（現時名為近畿自動車道名古屋龜山線）之名古屋IC-名古屋西JCT之間的發展計劃開始。
- 1988年3月23日：東名阪自動車道（均一區間）本線之清洲東IC-名古屋西JCT開通。
- 1991年3月19日：東名阪自動車道（均一區間）本線之勝川IC-清洲東IC開通，可連接名古屋高速1號楠線。
- 1993年12月3日：東名阪自動車道（均一區間）本線之名古屋IC-勝川IC開通，可連接東名高速道路。
- 1994年11月16日：由於要進行名古屋高速1號楠線的延長工程，楠JCT暫時停用。
- 1995年9月19日：名古屋高速1號楠線之楠JCT-東片端JCT開通，楠JCT重開。
- 1998年12月25日：近畿自動車道名古屋關線（現時名為近畿自動車道名古屋龜山線）之名古屋南JCT-上社JCT之間的發展計劃開始[9]。
- 2001年3月11日：楠JCT可連接名古屋高速11號小牧線。
- 2003年3月29日：東名阪自動車道（均一區間）高針支線之高針JCT-上社JCT開通，可連接名古屋高速2號東山線。
- 2005年2月11日：清洲JCT啟用，可連接名古屋高速16號一宮線。
- 2007年12月9日：清洲JCT可連接名古屋高速6號清須線。
- 2009年5月29日：名古屋西JCT-飛島JCT之間的發展計劃開始，計劃名為「近畿自動車道伊勢線之名古屋市中川區愛知縣海部郡飛島村之間的新設發展計劃」。
- 2011年3月20日：名古屋第二環狀自動車道之名古屋南JCT-高針JCT開通，同時上社南IC啟用。而名古屋IC/高針JCT-名古屋西JCT之間的東名阪自動車道（均一區間）改名為名古屋第二環狀自動車道（名二環）本線。而連接東名高速道路的連絡路（名古屋IC-上社JCT之間）則名為名古屋支線。
- 2021年5月1日：名古屋第二環狀自動車道之名古屋西JCT-飞岛JCT開通，至此名古屋第二环状自动车道完成全线开通。

## 路線狀況

### 車道與速限
| 區間 | 區間                                | 車道 上下線=上行線+下行線 | 速限    |
| ---- | ----------------------------------- | ------------------------- | ------- |
| 本線 | 名古屋南系統交流道 - 上社系統交流道 | 4=2+2                     | 60 km/h |
| 本線 | 上社系統交流道 - 上社交流道         | 4=2+2                     | 40 km/h |
| 本線 | 上社交流道 - 名古屋西系統交流道     | 4=2+2                     | 60 km/h |
| 支線 | 名古屋交流道 - 上社系統交流道       | 4=2+2                     | 40 km/h |

### 主要隧道與橋樑

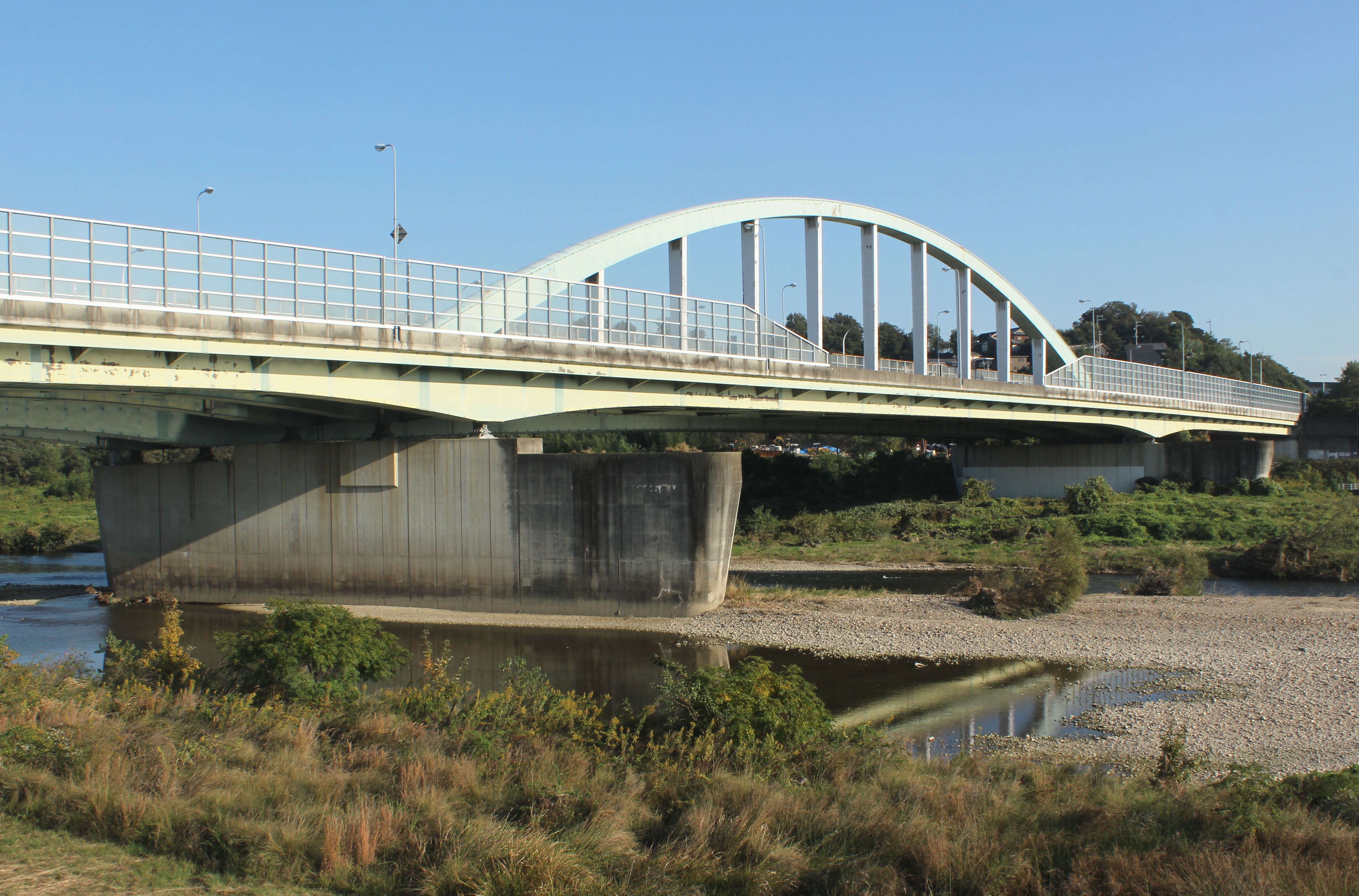
單弦拱橋形式的庄内川橋。道路的中央只架上一根弦，與橋桁共同支撐整座橋的重量。日本第8個採用例。

本線
| 區間                      | 隧道名稱   | 長度    | 備註               |
| 引山交流道 - 大森交流道   | 名東隧道   | 185公尺 | 禁行載運危險物車輛 |
| 引山交流道 - 大森交流道   | 守山隧道   | 230公尺 | 禁行載運危險物車輛 |
| 大森交流道 - 小幡交流道   | 隅除川隧道 | 55公尺  |                    |
| 小幡交流道 - 松河戶交流道 | 白澤川隧道 | 65公尺  |                    |
| 小幡交流道 - 松河戶交流道 | 庄内川橋   | 279公尺 | 單弦拱橋           |

支線（名古屋支線）
無

### 隧道數目
本線
| 區間                              | 上行線 | 下行線 |
| --------------------------------- | ------ | ------ |
| 名古屋南系統交流道 - 有松交流道   | 1      | 1      |
| 有松交流道 - 鳴海交流道           | 1      | 1      |
| 鳴海交流道 - 植田交流道           | 1      | 1      |
| 植田交流道 - 高針系統交流道       | 1      | 1      |
| 高針系統交流道 - 引山交流道       | 0      | 0      |
| 引山交流道 - 大森交流道           | 2      | 2      |
| 大森交流道 - 小幡交流道           | 1      | 1      |
| 小幡交流道 - 松河戶交流道         | 1      | 1      |
| 松河戶交流道 - 名古屋西系統交流道 | 0      | 0      |
| 合計                              | 8      | 8      |

支線（名古屋支線）
| 區間                          | 上行線 | 下行線 |
| ----------------------------- | ------ | ------ |
| 名古屋交流道 - 上社系統交流道 | 0      | 0      |
| 合計                          | 0      | 0      |

（來源：「『名古屋環狀2號線東部・東南部』國土交通省中部地方整備局、4 - 7頁」「『東名阪自動車道　名古屋・勝川間工事誌』日本道路公團名古屋建設局　名古屋工事事務所、59頁」「『近畿（東名阪）自動車道　清洲東・名古屋西間工事誌』日本道路公團名古屋建設局　名古屋工事事務所、17頁」）

### 道路管理者
- 中日本高速道路株式會社名古屋支社
  - 名古屋保全・服務中心 : 名古屋南系統交流道 - 名古屋西系統交流道、名古屋交流道 - 上社系統交流道（支線）

#### 公路廣播
- 有松（名古屋南系統交流道 - 有松交流道）
- 高針（高針系統交流道 - 上社系統交流道）
- 上社（上社交流道 - 松河戶交流道）
- 清洲（山田東交流道 - 清洲系統交流道）
- 甚目寺（清州西交流道 - 大治北交流道）

#### 所管警察
- 愛知縣警察高速公路交通警察隊[14]
  - 豐田分駐隊 : 名古屋南系統交流道 - 有松交流道
  - 名古屋東分駐隊 : 名古屋第二環狀自動車道支線（名古屋支線）鳴海交流道 - 楠交流道
  - 名古屋西分駐隊 : 楠交流道 - 名古屋西系統交流道

## 地理

### 通過自治體

#### 本線
- 愛知縣
  - 名古屋市（綠區 - 天白區 - 名東區 - 守山區） - 春日井市 - 名古屋市（北區 - 西區） - 清須市 - 海部市 - 海部郡大治町 - 名古屋市（中川區） - 海部郡大治町 - 名古屋市（中川區）[2]

#### 支線（名古屋支線）
- 愛知縣
  - 名古屋市（名東區）[2]

### 連接高速公路
本線
- E1A 伊勢灣岸自動車道（於名古屋南系統交流道連接）
- 名古屋高速3號大高線（於名古屋南系統交流道連接）
- 名古屋高速2號東山線（於高針系統交流道連接）
- C2 名古屋第二環状自動車道支線（名古屋支線）（於上社系統交流道連接）
- 名古屋高速1號楠線（於楠系統交流道連接）
- 名古屋高速11號小牧線（於楠系統交流道連接）
- 名古屋高速6號清須線（於清洲系統交流道連接）
- 名古屋高速16號一宮線（於清洲系統交流道連接）
- E23 東名阪自動車道（於名古屋西系統交流道連接）
- 名古屋高速5號萬場線（於名古屋西系統交流道連接）

支線（名古屋支線）
- E1 東名高速公路（於名古屋交流道連接）
- C2 名古屋第二環狀自動車道本線（於上社系統交流道連接）

## 設施外觀

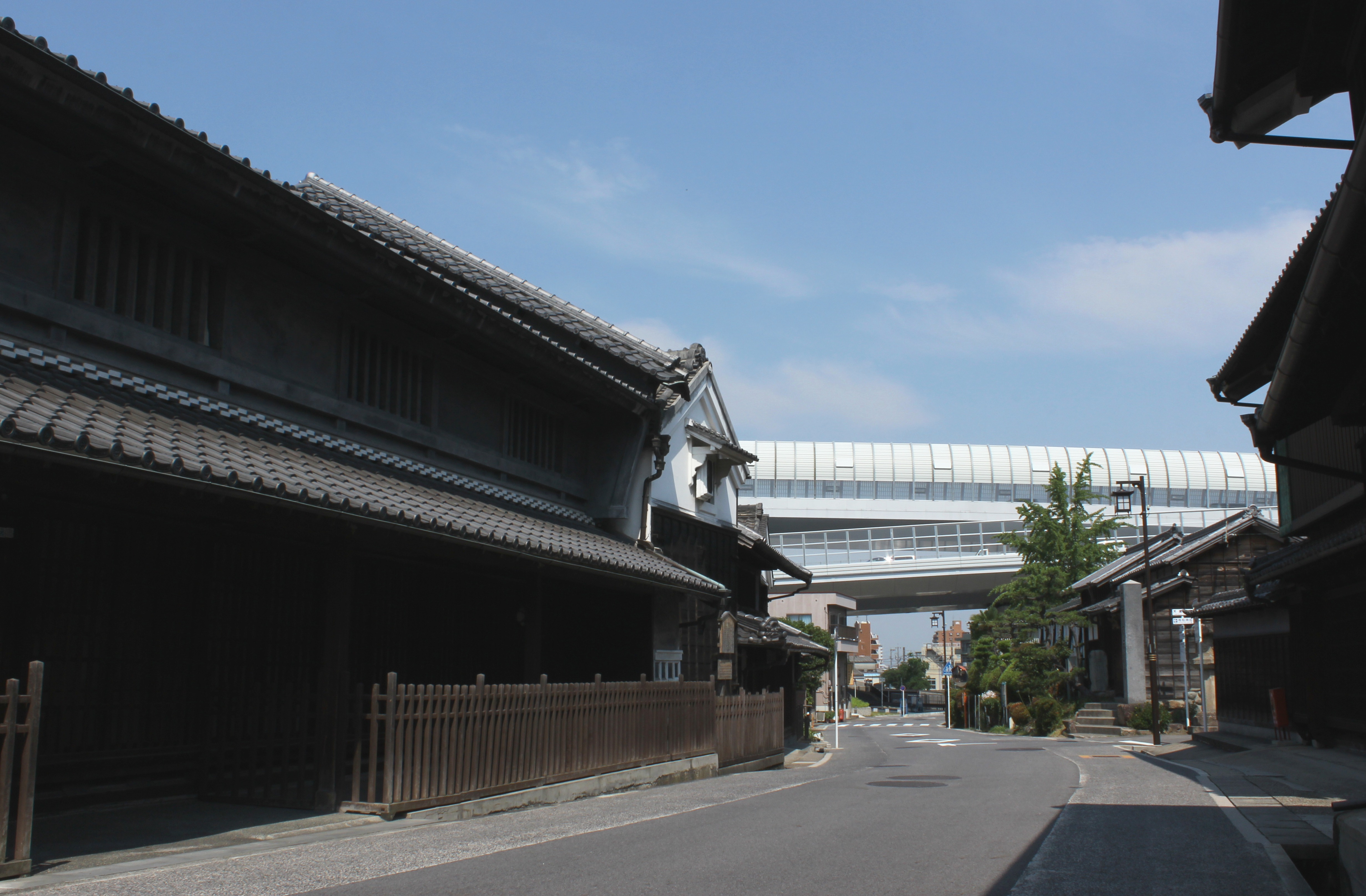
有松交流道附近。沿舊東海道通過以有松、鳴海絞（有松、鳴海絞り）聞名的街景保存地區。
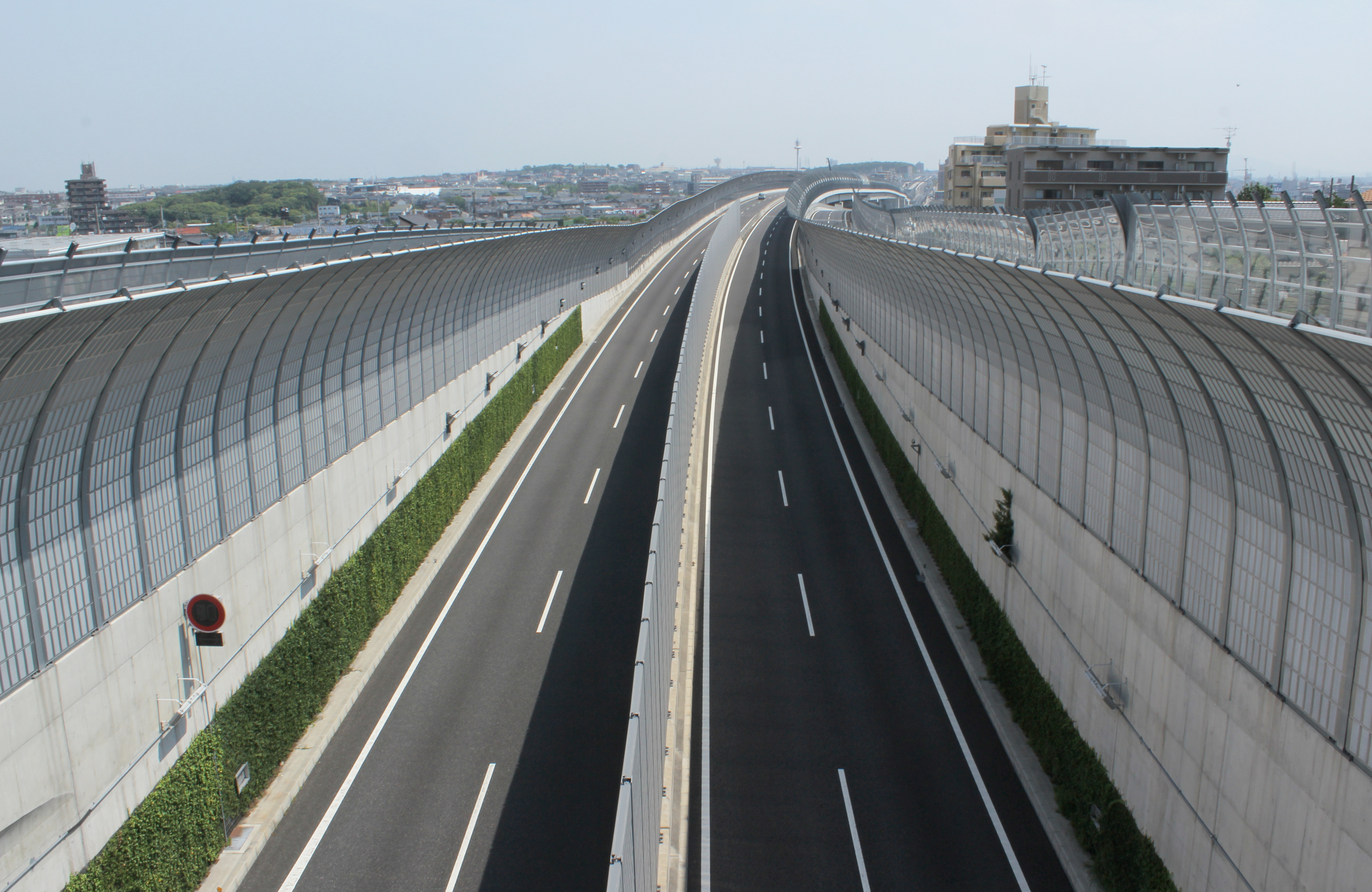
名古屋市綠區鳴海町明願附近。通過住宅密集地帶的路段有隔音牆包覆。
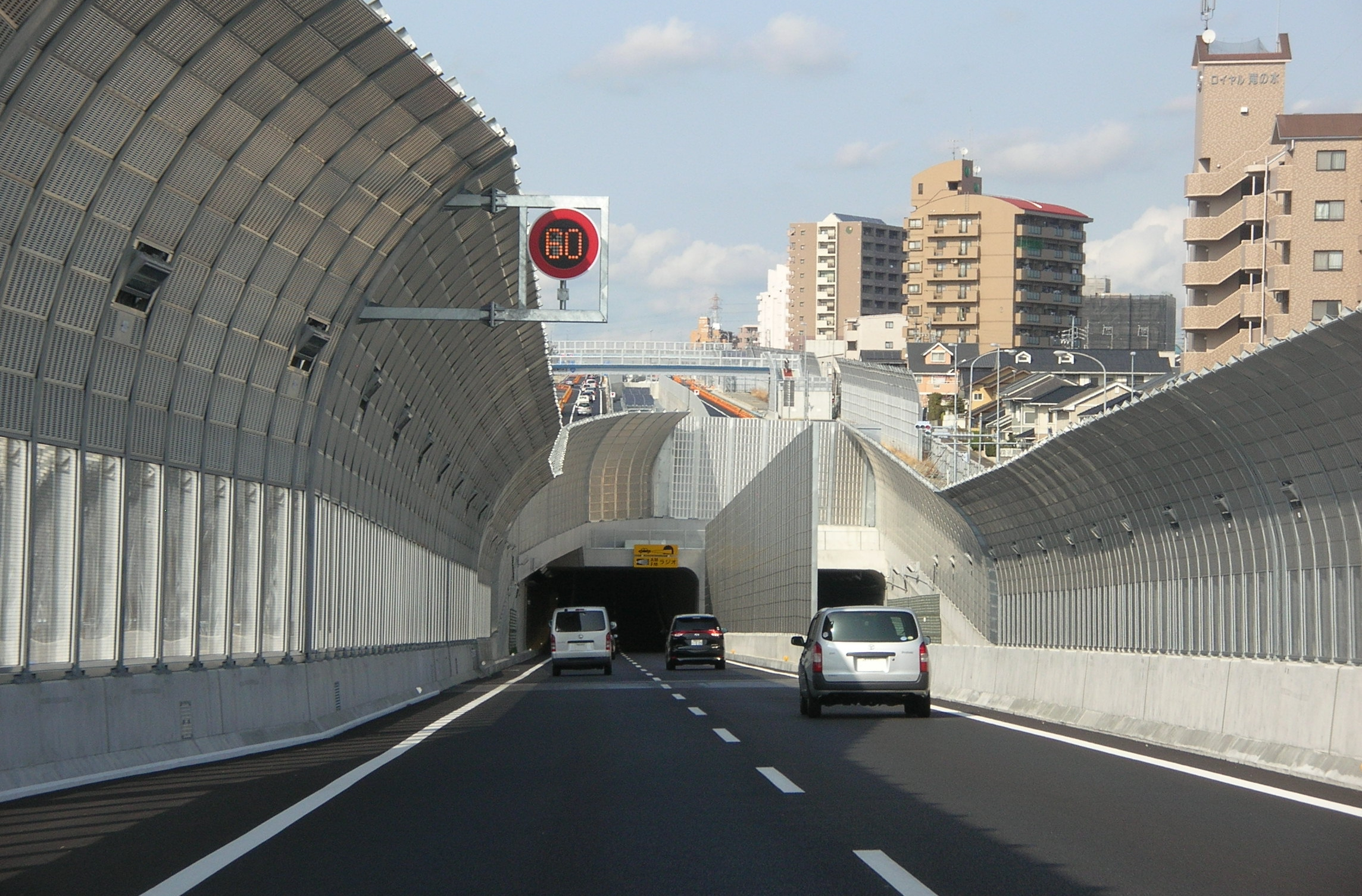
名二環南東部位於高低起伏劇烈的地形，半地下與高架令人眼花撩亂（綠區）。
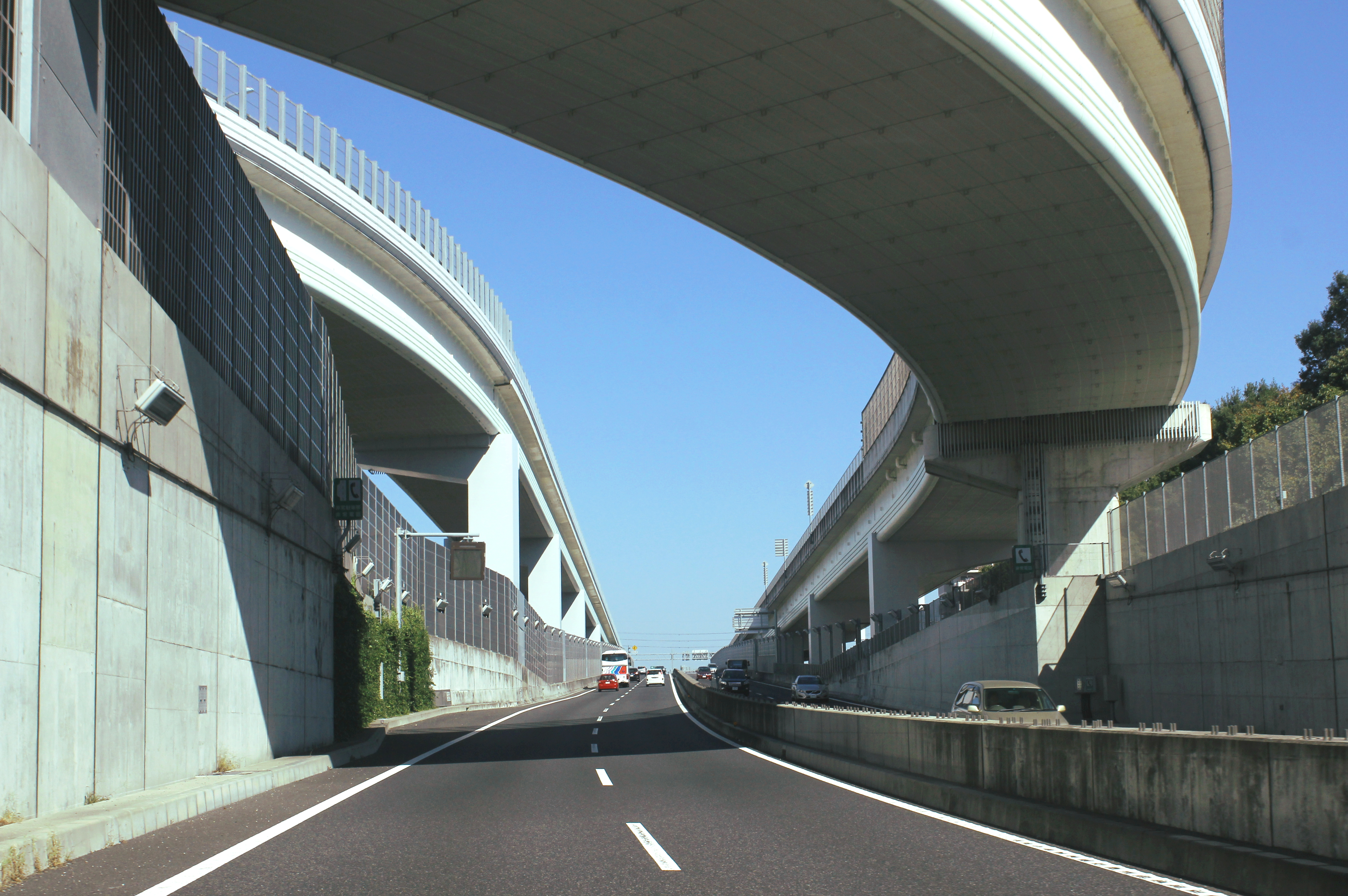
高針系統交流道。名二環的系統交流道除上社系統交流道外，本系統交流道也與名古屋高速連接。
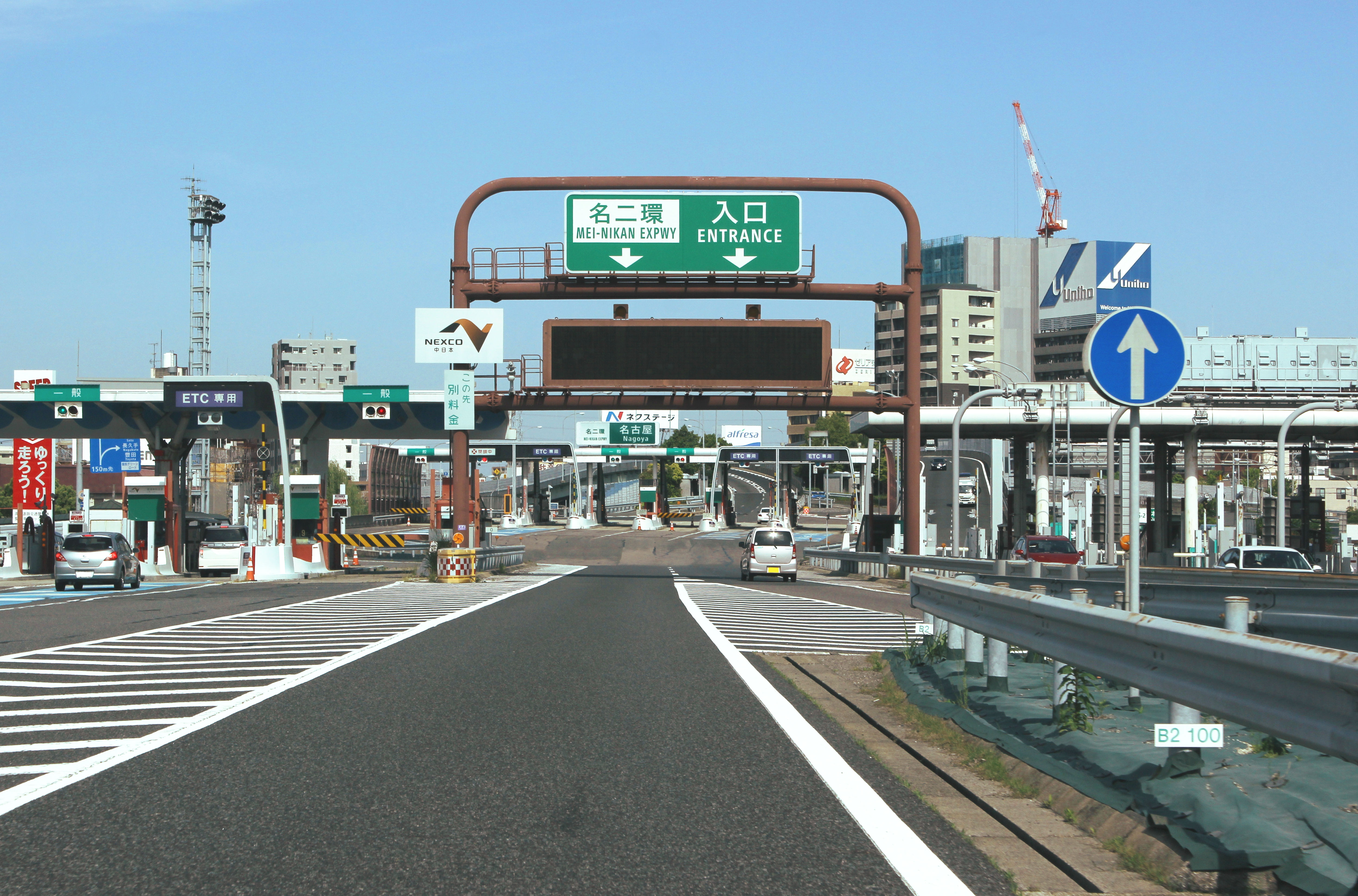
與東名高速連接的名二環名古屋交流道。屬於名二環的支線。
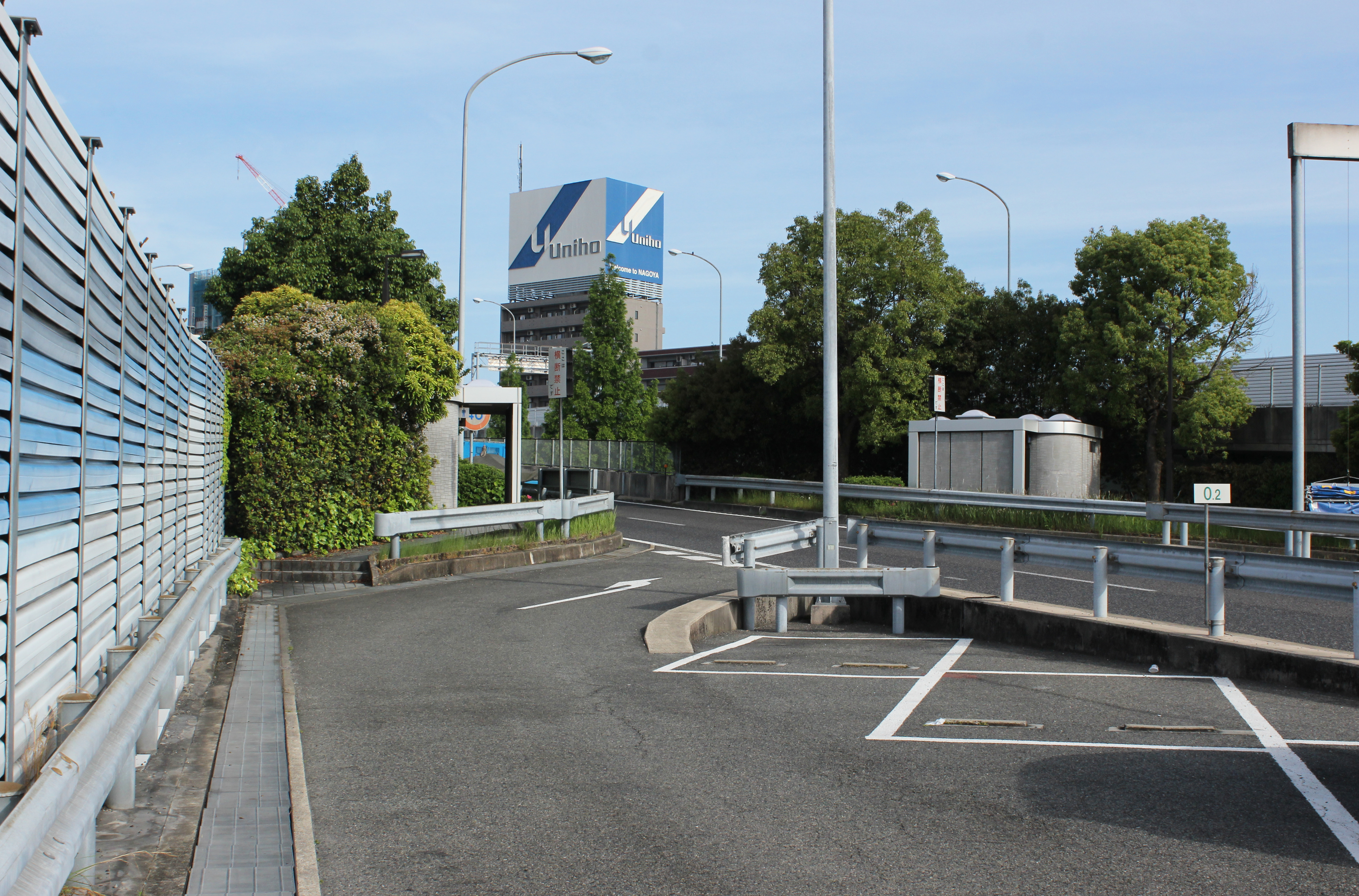
名古屋交流流道收費站後方的休憩施設（僅有廁所）[15]。
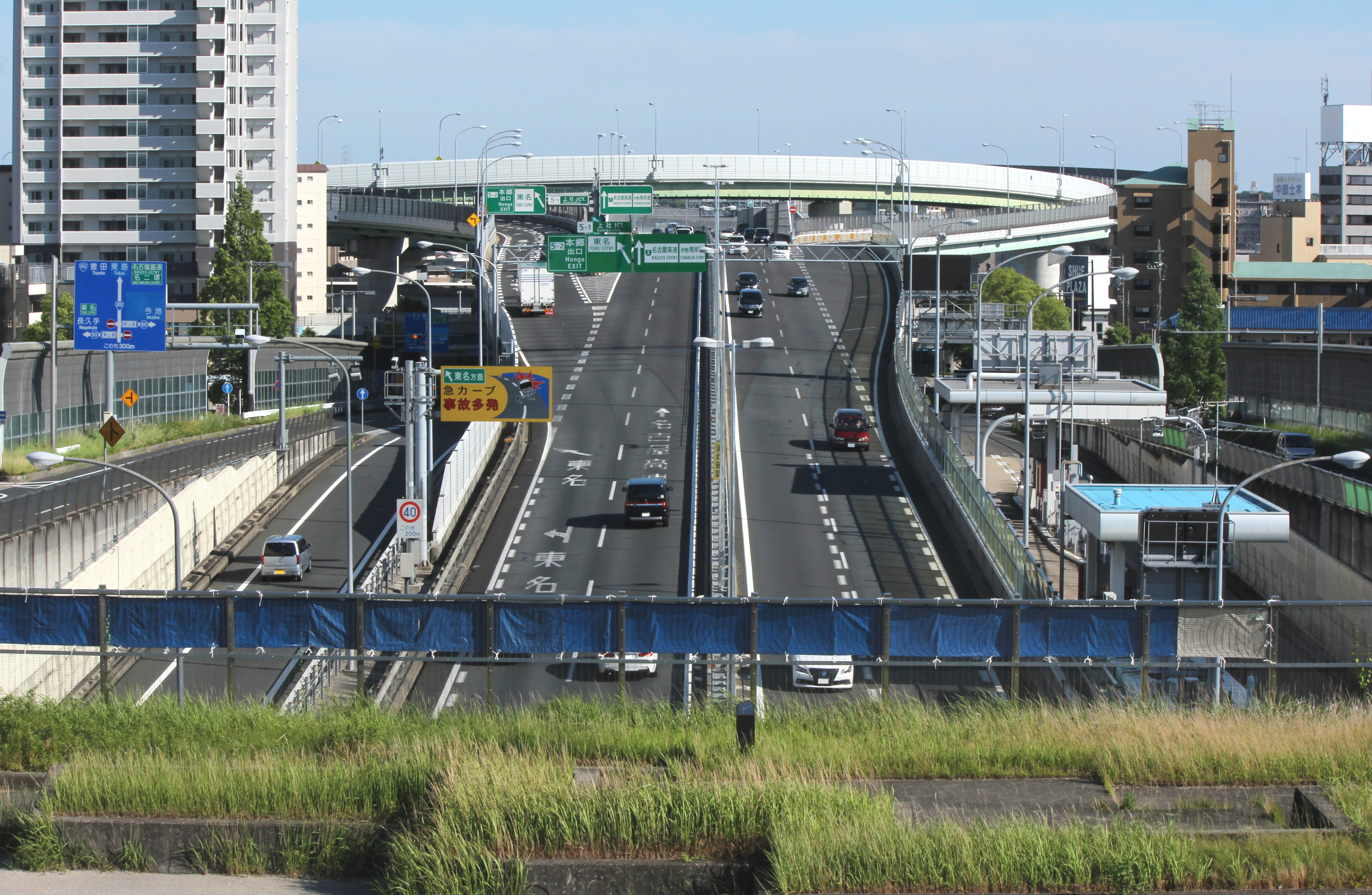
從上社交流道到庄内川左岸之間為半地下與隧道連續路段[16]。後方為上社系統交流道。
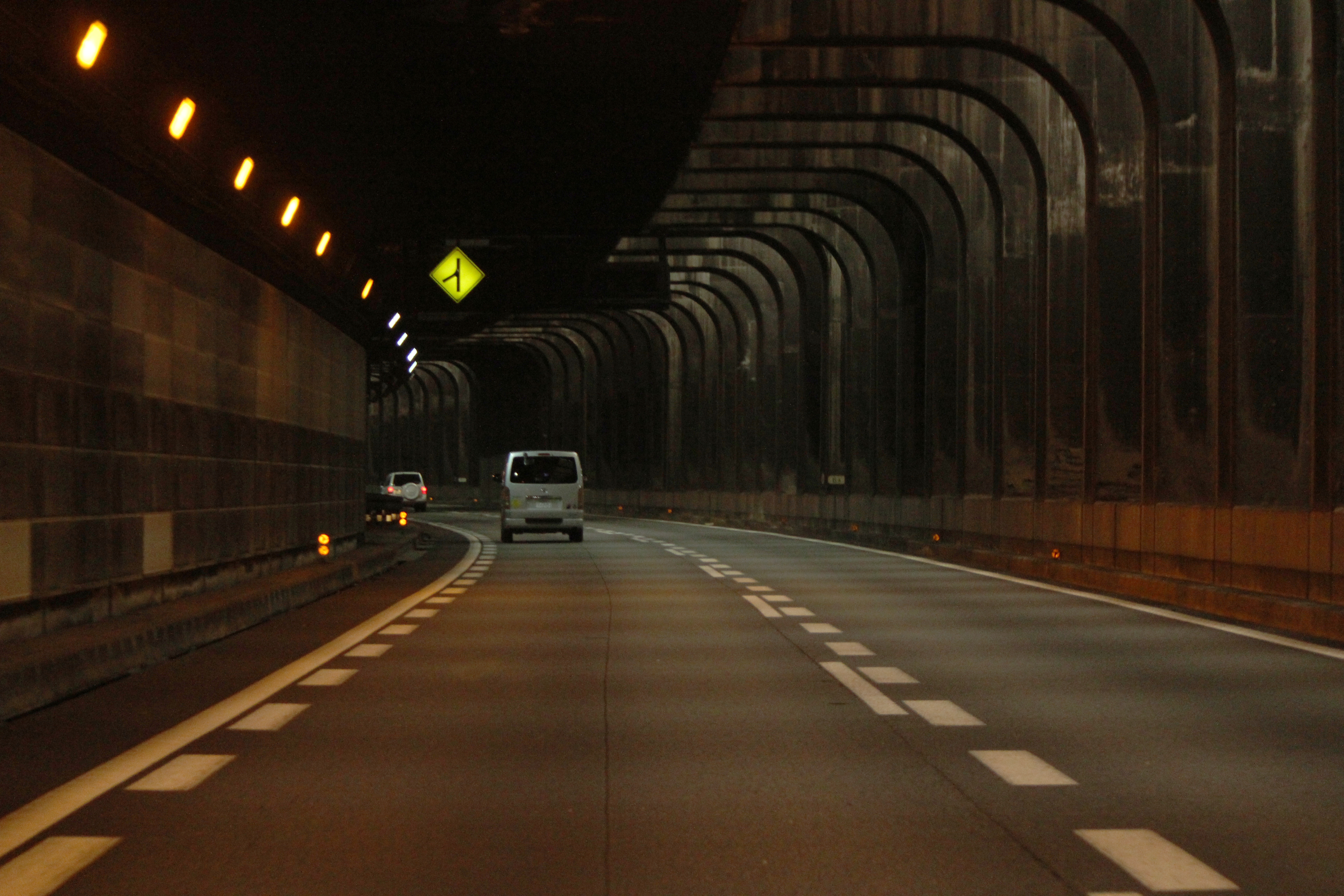
半地下部在視覺上為求柔和，其構造物以圓滑的形式表現[17]。（外回小幡交流道附近）
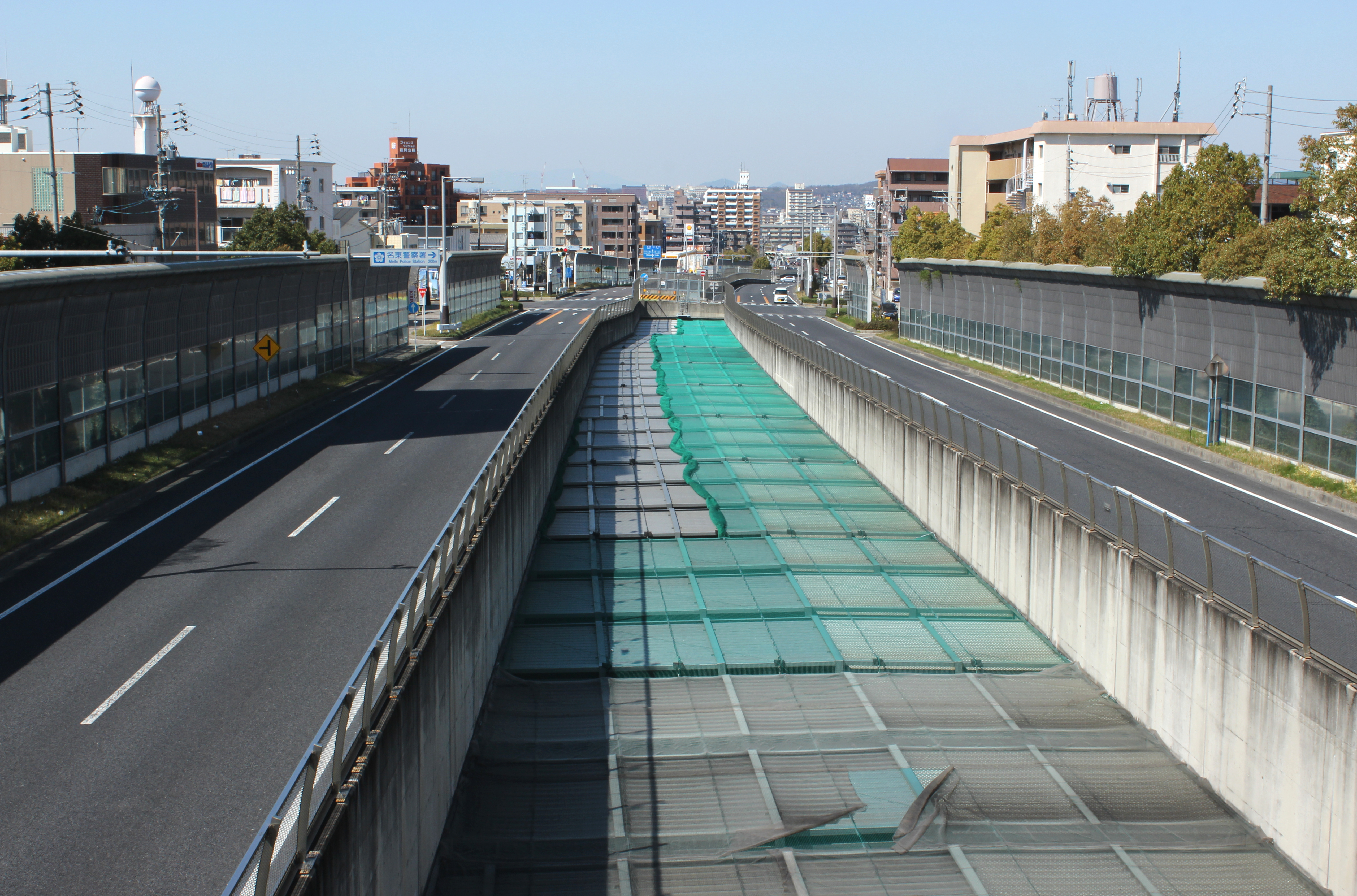
半地下部地上側（名古屋市名東區）。後來噪音等級被判定超過國家標準，因此在開口部進行加蓋工程[18]。兩側為國道302號。
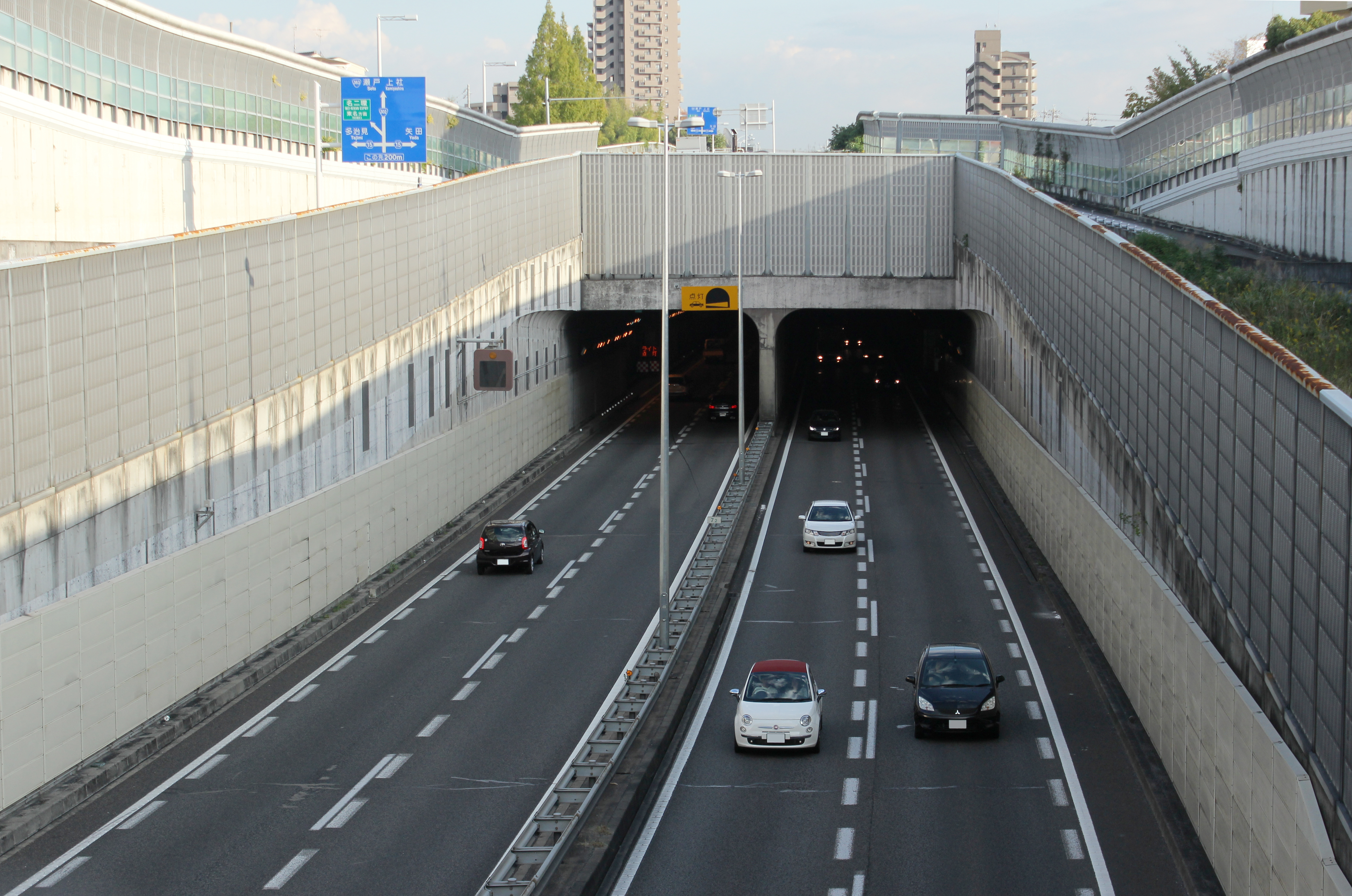
從庄内川左岸之地面出來[19]。越過此處之後立刻通過架於庄内川之上的單弦拱橋。
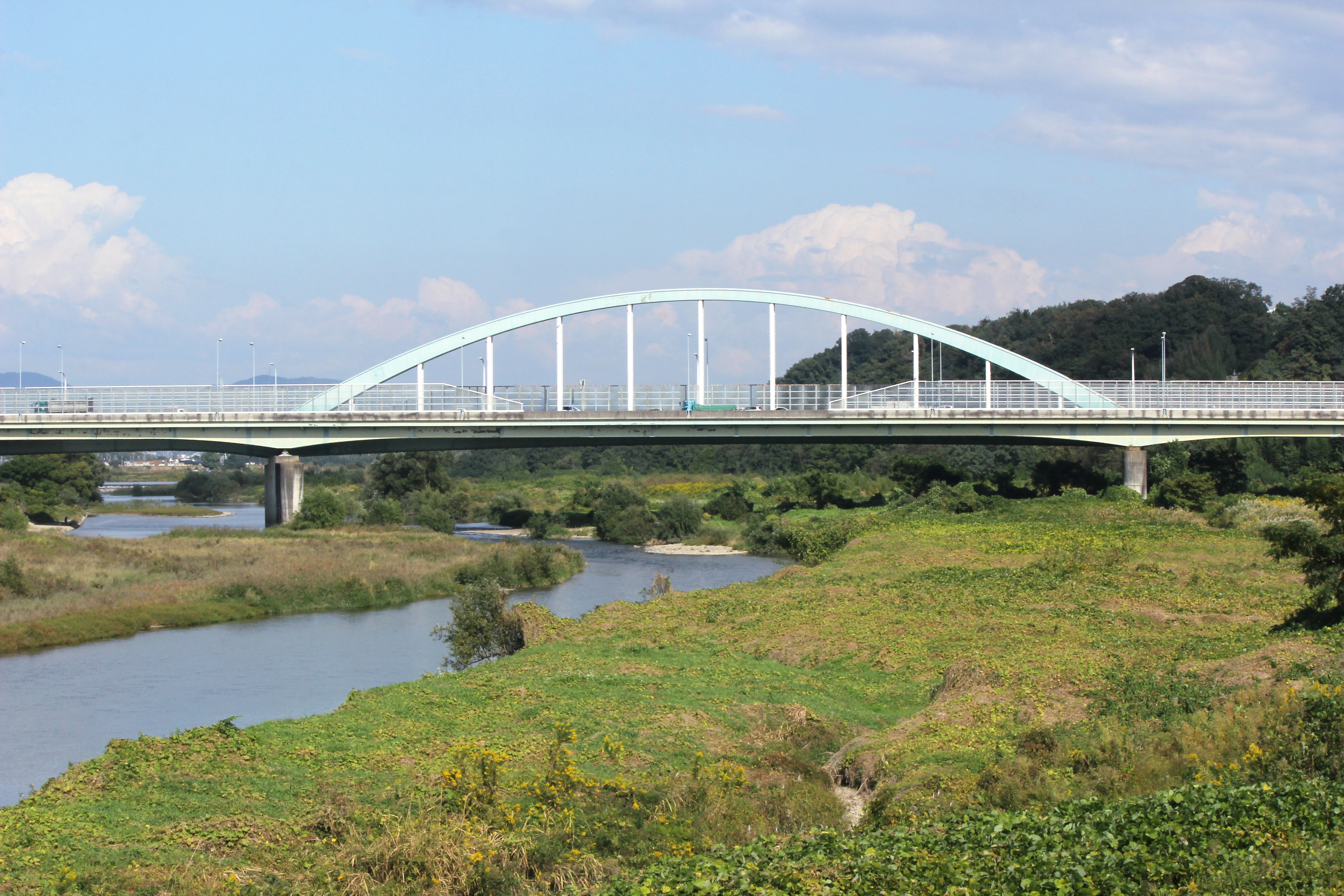
度過流動於名古屋市與春日井市交界的庄内川。[19]。
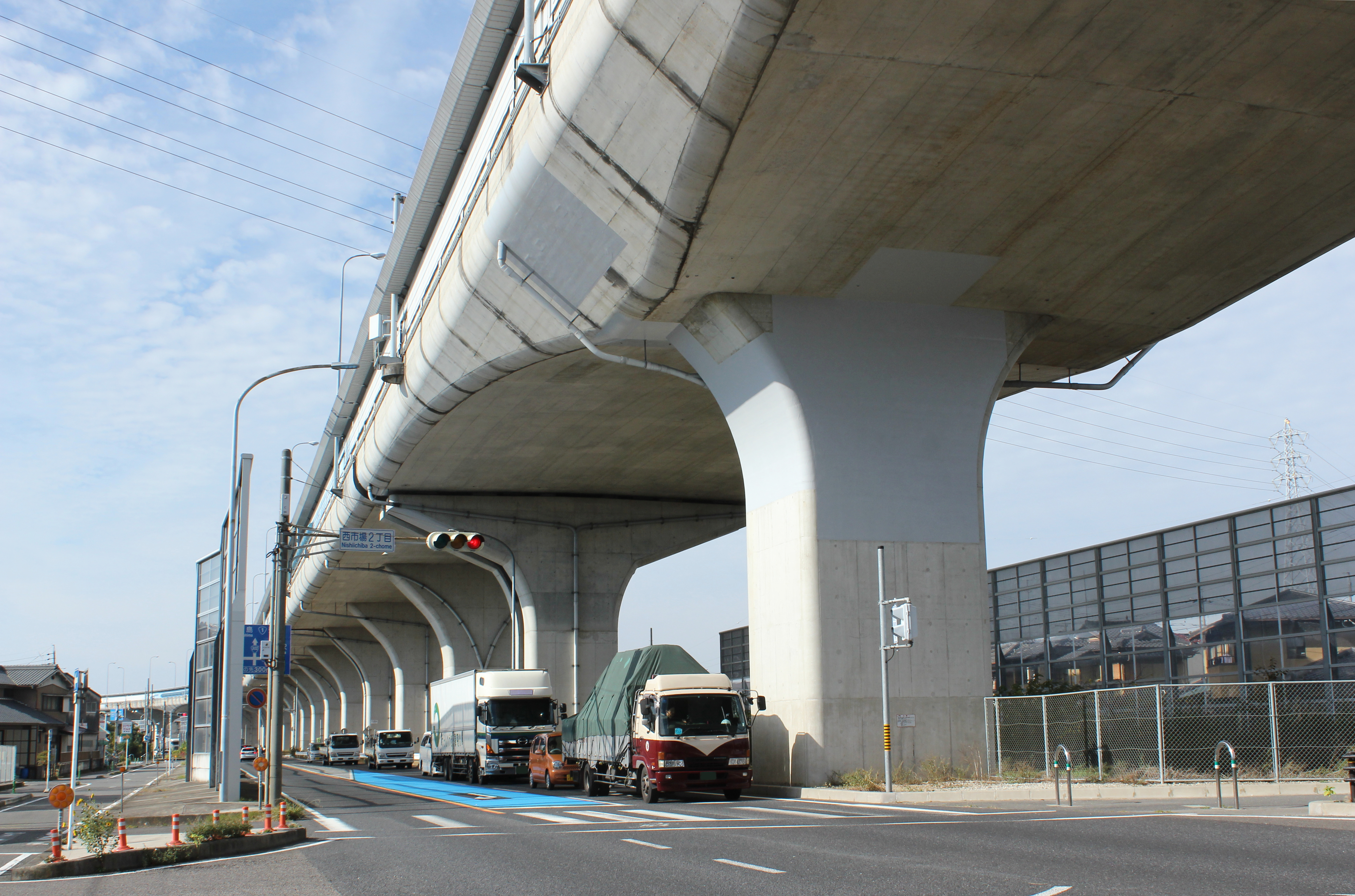
庄内川右岸 - 大治南交流道間考量景觀問題，參考歐洲的橋梁並使用預力混凝土連續拱橋構成其主體[20][13][21]。
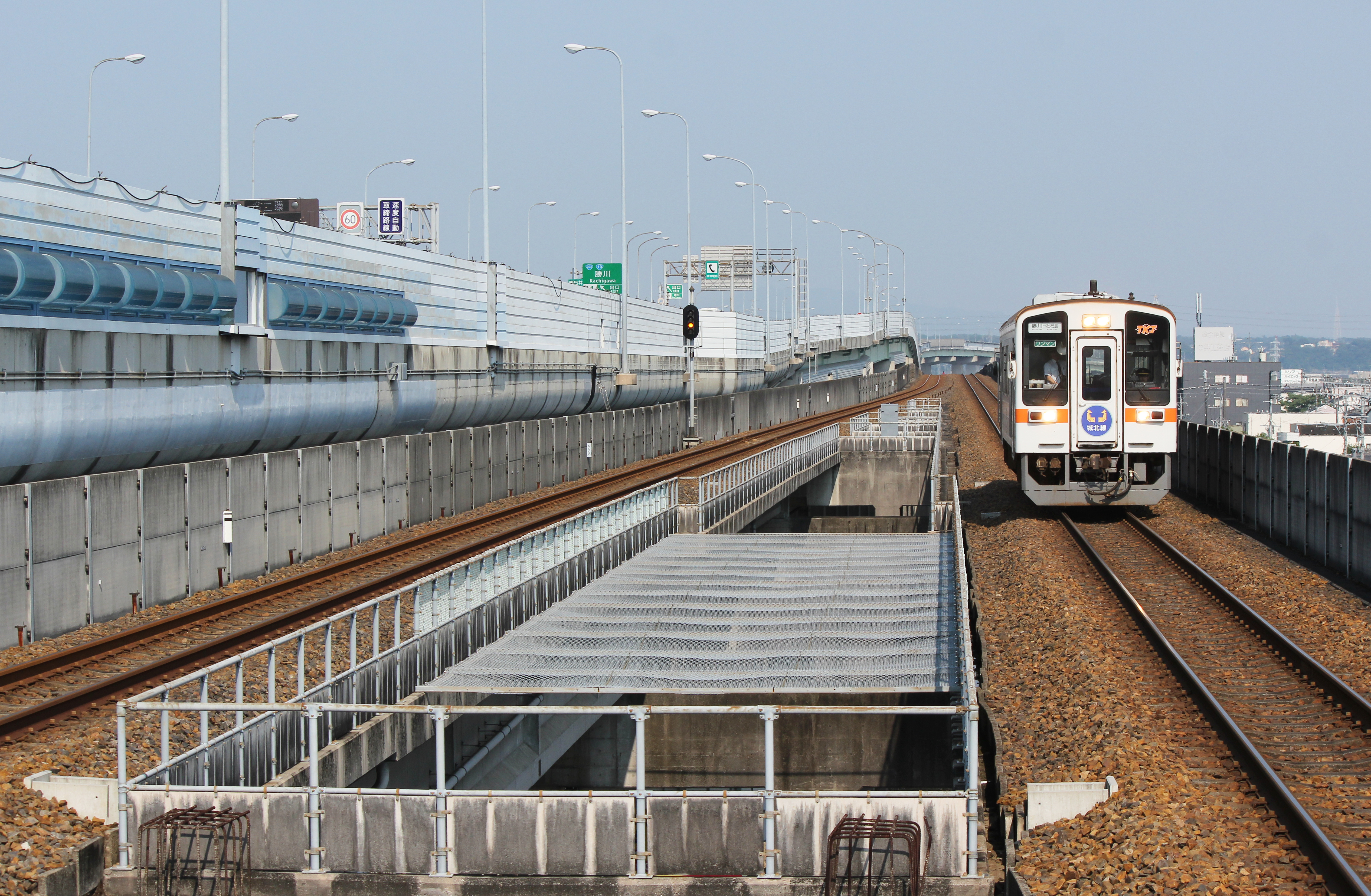
勝川交流道 - 山田西交流道間與東海交通事業城北線並行（味美車站）。
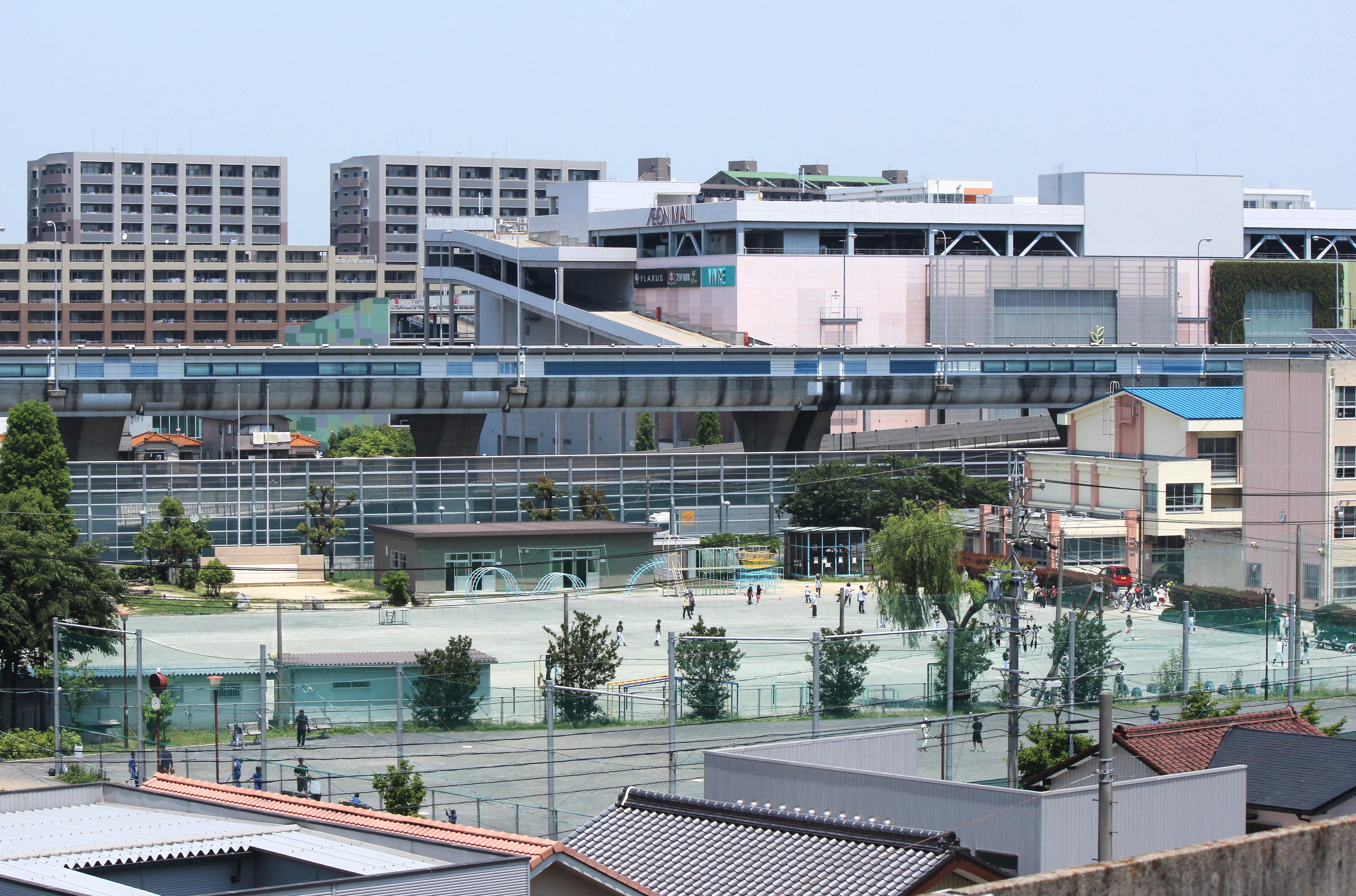
名古屋市西區内（山田西交流道附近）。學校接近部與主要道的交會部等處採用組和彩色面板與出窗形式的隔音牆，努力打破隔音牆的封閉性[22]。
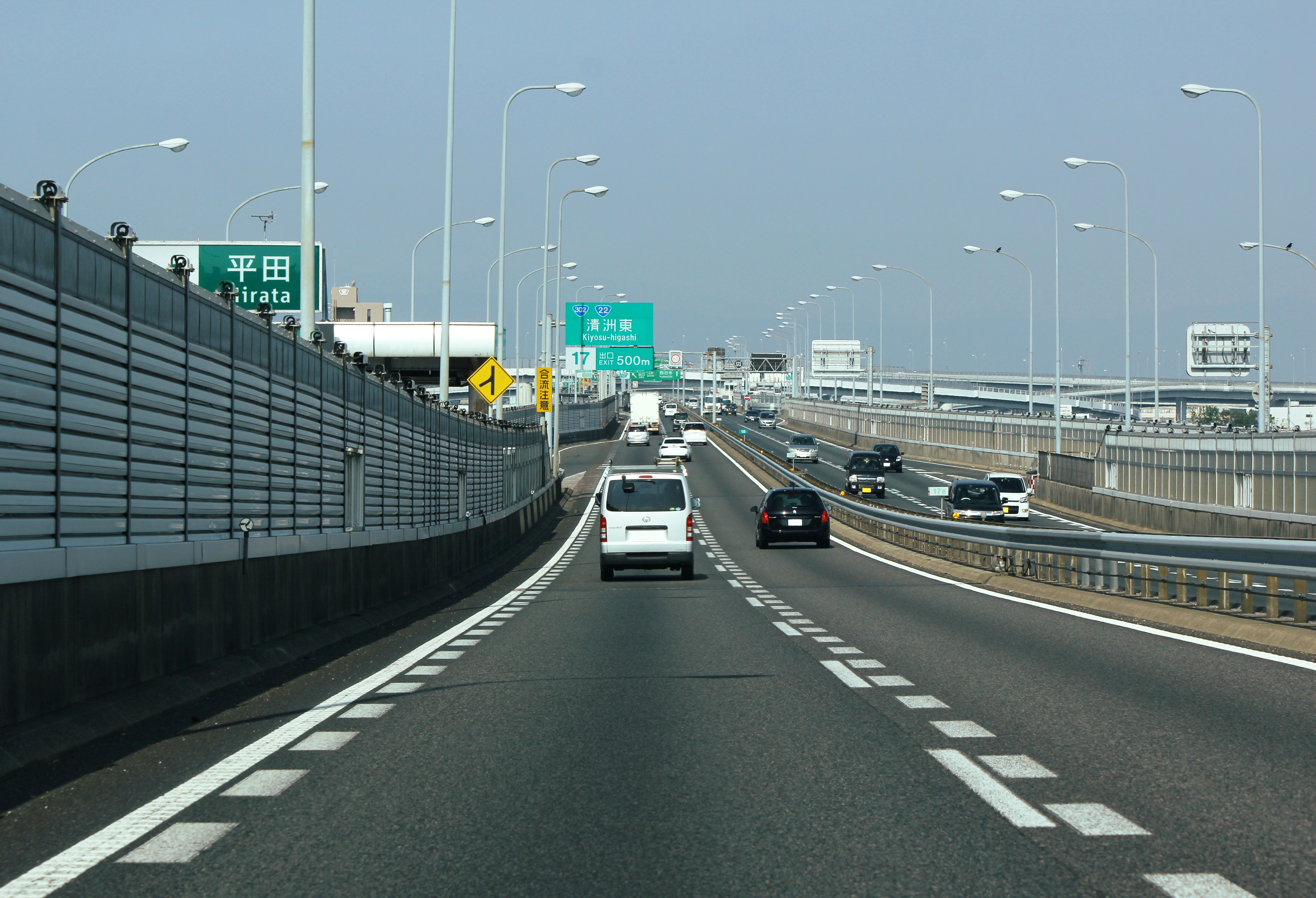
都市型高速的交流道間距狹窄，容易接二連三的出現合分流的狀況。自平田交流道合流後就是清洲東出口，之後清洲系統交流道又再度合分流。
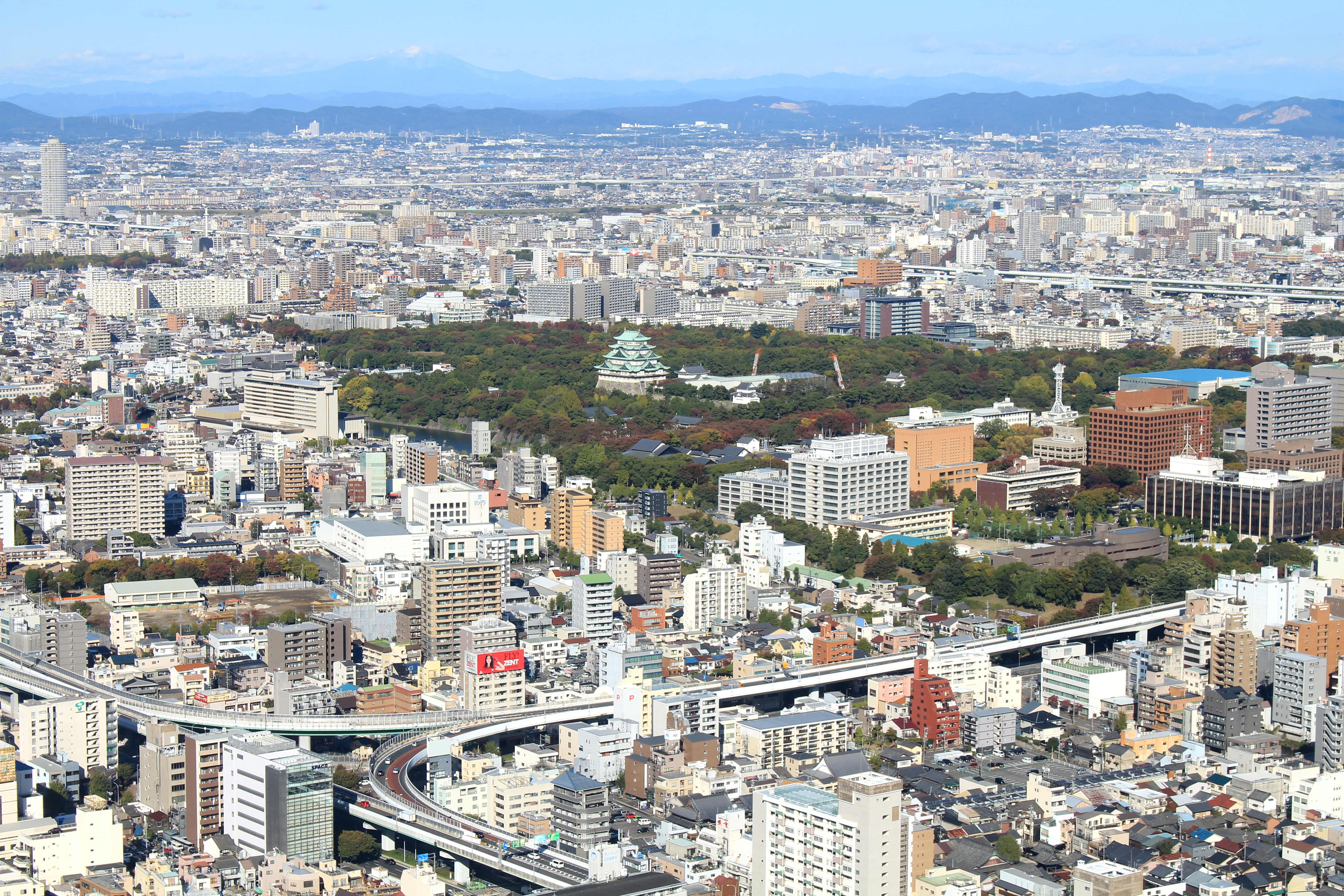
望向名古屋城與更遙遠的名二環。最前方的高架道路是名古屋高速都心環狀線。城右側的上下二層式道路是名古屋高速1號楠線，於楠系統交流道與名二環連接。
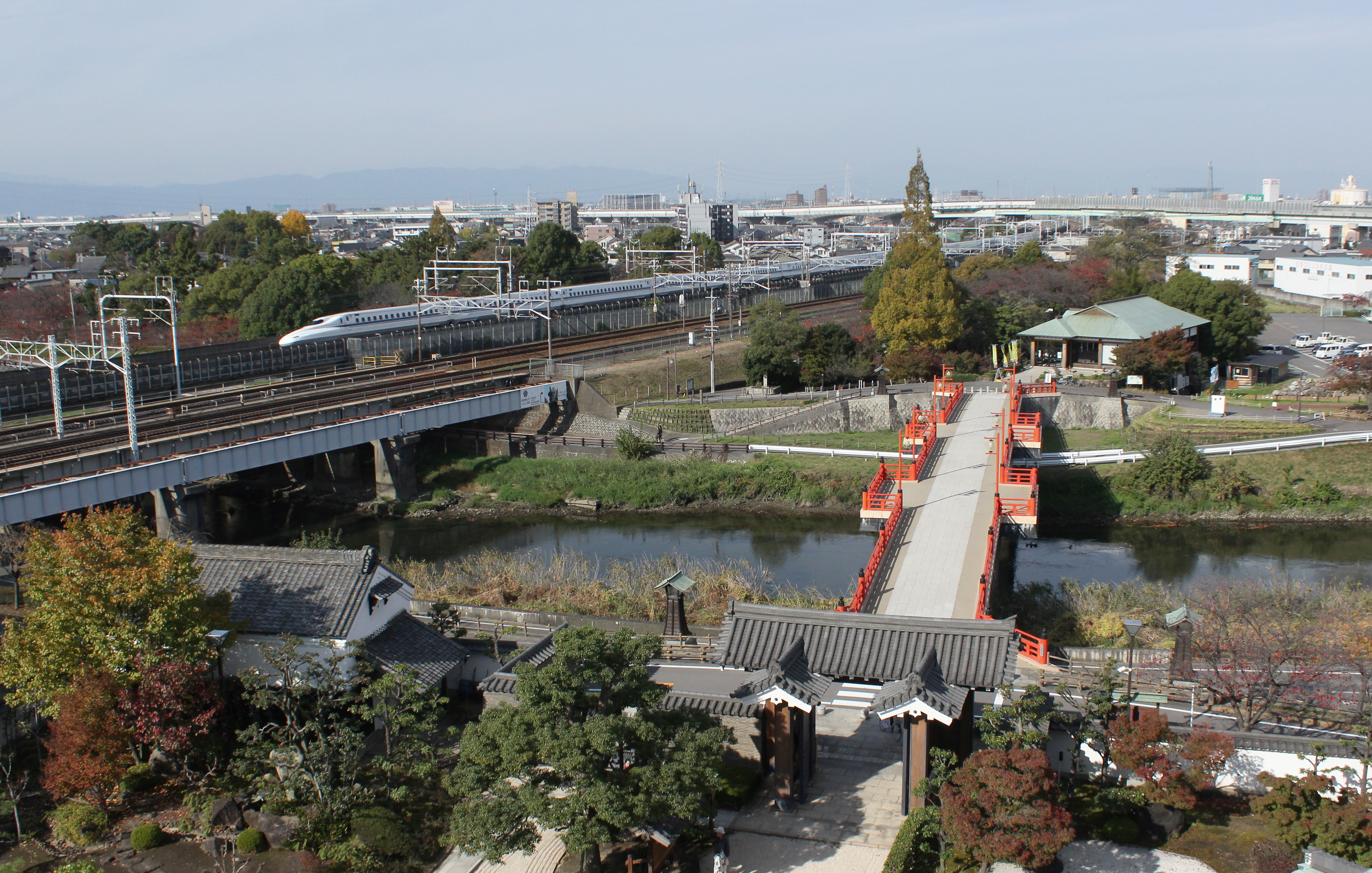
從清洲城望向名二環。環繞名古屋市周邊的環狀道路與多條出入名古屋市内的鐵道與幹線道路交叉[23]。
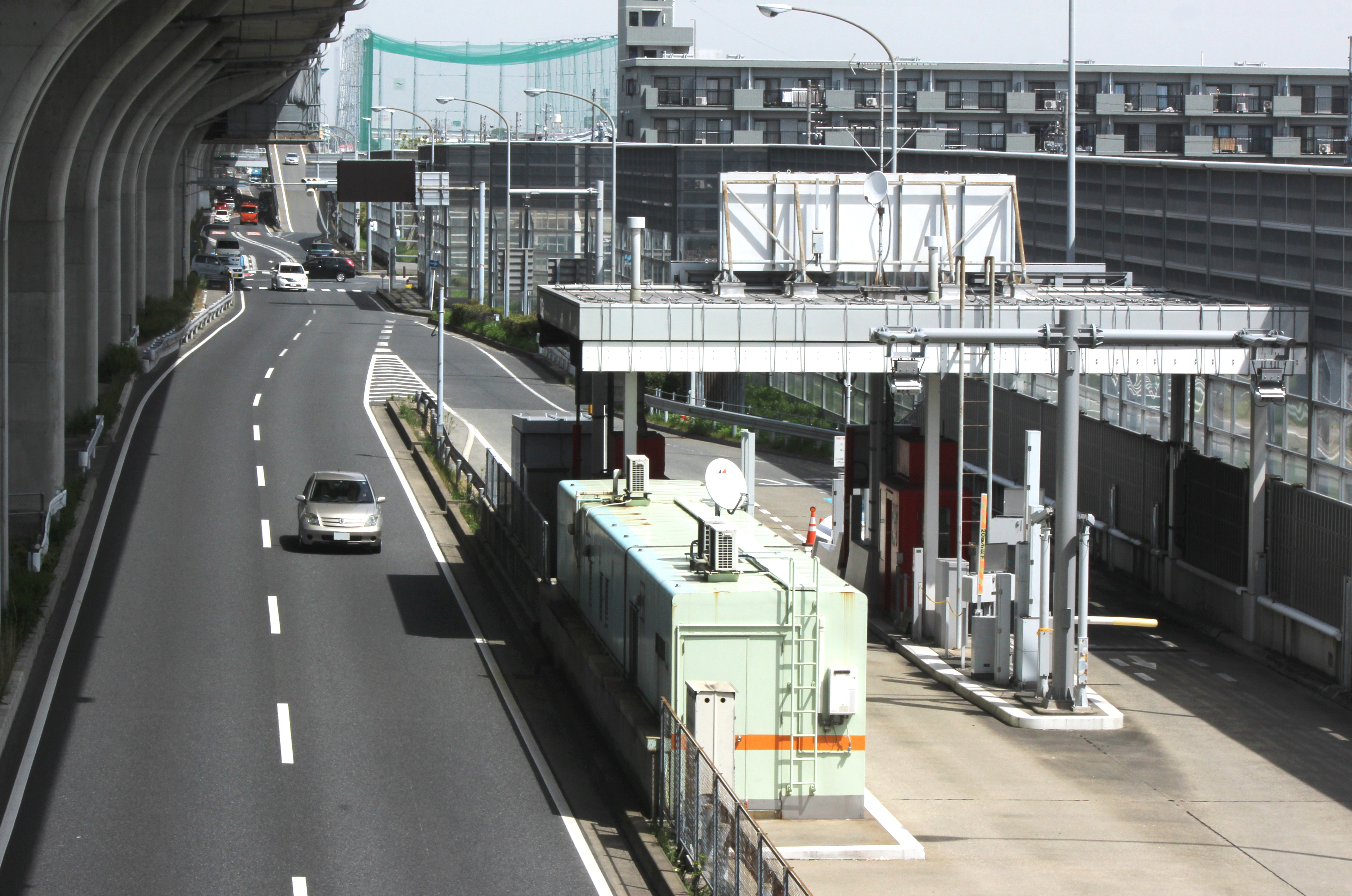
大治北交流道入口匝道望向較內部的甚目寺南交流道出口匝道。入口和出口交互接近配置是名二環的特徴[24]。
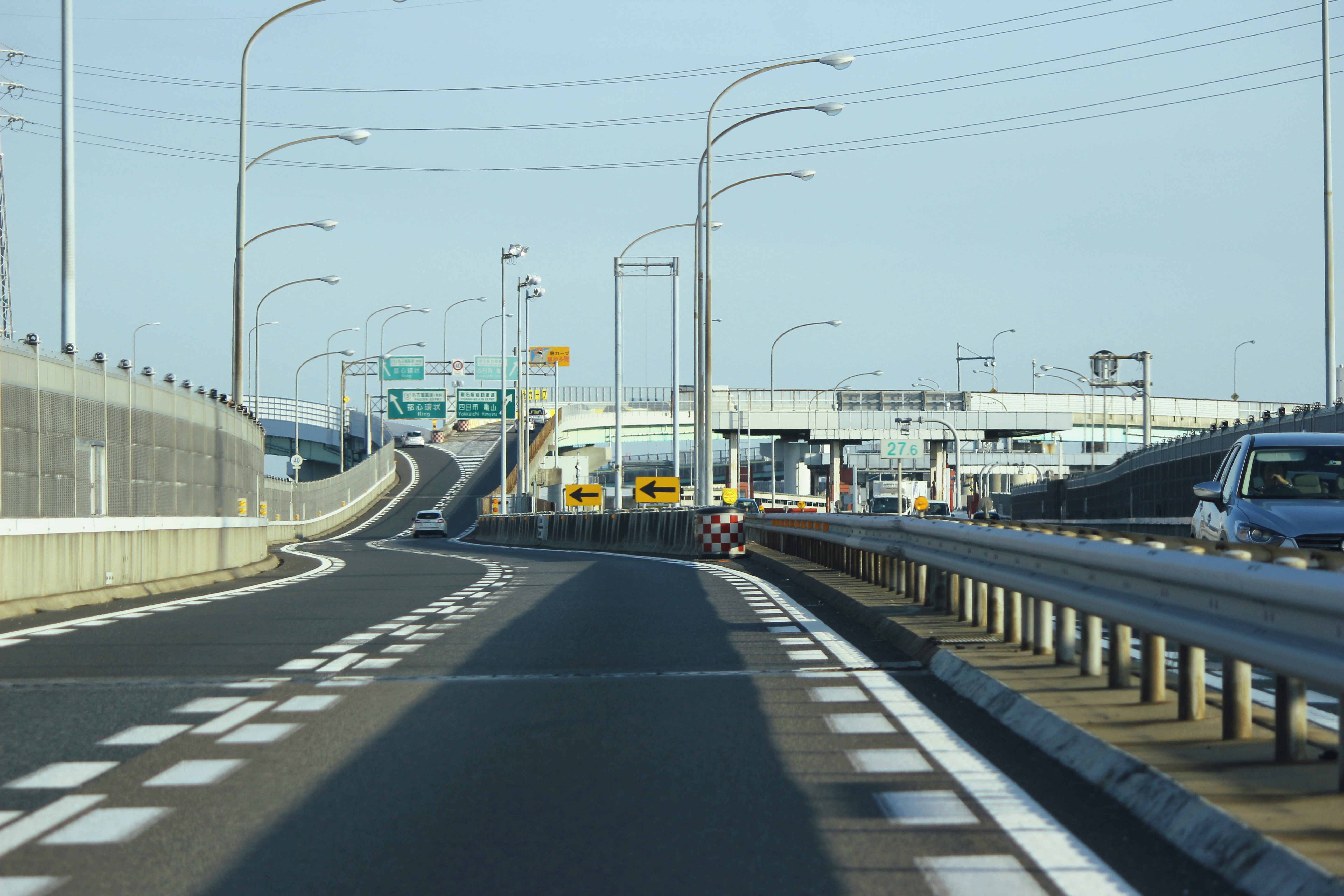
名古屋西系統交流道附近。未來會將正面的護欄撤除，變化成往飛島系統交流道方向前進的構造。

## 腳註

### 來源
1. ↑  愛知国道事務所 2012，第2頁.
2. 1 2 3 4 5 6  イカロス出版 2011，第34 - 35頁.
3. ↑  『名古屋市将来計画基本要綱』名古屋市総務局企画部企画課、1962年、202頁（その次のページに「図3-7道路計画図」があるが、ページ数はない）（愛知県図書館蔵）
4. ↑   (PDF). 国土交通省.   [2017-03-23]. （原始内容存档于2021-01-10） （日语）.
5. 1 2  国土交通省中部地方整備局　愛知国道事務所 2011，第9 - 10頁.
6. 1 2 3  愛知国道工事事務所 2000，第19頁.
7. ↑  イカロス出版 2012，第34 - 35頁.
8. ↑  東名阪自動車道名古屋・勝川間工事誌編集委員会 1995，第21頁.
9. ↑  http://www.c-nexco.co.jp/corp/construction/relation/pdf/pdf7/nagoya-nikan.pdf%5B%5D
10. ↑  東名阪自動車道名古屋・勝川間工事誌編集委員会 1995，第542 - 543頁.
11. ↑  . 中日新聞夕刊. 1990-12-28: 14.
12. 1 2 3 4  東名阪自動車道名古屋・勝川間工事誌編集委員会 1995，第49頁.
13. 1 2 3  東名阪自動車道名古屋・勝川間工事誌編集委員会 1995，第50頁.
14. ↑  .   [2017-04-27]. （原始内容存档于2020-04-15）.
15. ↑  東名阪自動車道名古屋・勝川間工事誌編集委員会 1995，第530 - 531頁.
16. ↑  東名阪自動車道名古屋・勝川間工事誌編集委員会 1995，第25頁.
17. ↑  東名阪自動車道名古屋・勝川間工事誌編集委員会 1995，第51頁.
18. ↑  . 中日新聞朝刊. 1999-01-13: 17.
19. 1 2  東名阪自動車道名古屋・勝川間工事誌編集委員会 1995，第46頁.
20. ↑  近畿自動車道清洲東・名古屋西間工事誌編集委員会 1992，第559 - 578頁.
21. ↑  近畿自動車道清洲東・名古屋西間工事誌編集委員会 1992，第138 - 142頁.
22. ↑  近畿自動車道清洲東・名古屋西間工事誌編集委員会 1992，第438 - 440頁.
23. ↑  近畿自動車道清洲東・名古屋西間工事誌編集委員会 1992，第27頁.
24. ↑  東名阪自動車道名古屋・勝川間工事誌編集委員会 1995，第47頁.

## 相關項目
- 高速自動車國道
- 中部地方道路列表
- 環狀2號（名古屋環狀2號線、國道302號）

## 外部連結
- 中日本高速道路（页面存档备份，存于）
  - 新聞稿（2010年9月22日） （页面存档备份，存于）
  - 新聞稿（2011年1月13日） （页面存档备份，存于）
  - 名二環的新收費方法